# Bella Union Saloon
Pour les articles homonymes, voir Bella Union.

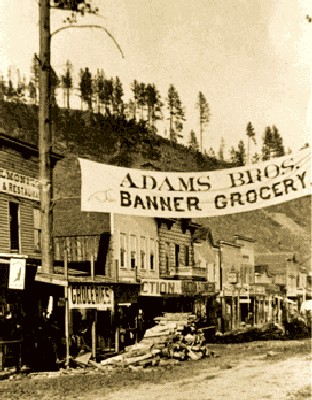
Le Bella Union Saloon à Deadwood

Le Bella Union Saloon est le premier théâtre à Deadwood (Dakota du Sud). 
Il a ouvert le 10 septembre 1876.
Après le spectacle, le Bella Union était transformé en saloon et salle de danse, les loges en alcôves.